# Sendeń Mały
Sendeń Mały (do 2012 Sędeń Mały) – wieś sołecka w Polsce położona w województwie mazowieckim, w powiecie płockim, w gminie Łąck. 
| SIMC    | Nazwa   | Rodzaj    |
| ------- | ------- | --------- |
| 0569674 | Drzesno | część wsi |

W latach 1975–1998 miejscowość administracyjnie należała do województwa płockiego.
W 2012 r. zmieniono urzędowo nazwę miejscowości z Sędeń Mały na Sendeń Mały.